# جون الكسندر (مهندس)
جون الكسندر (بالإنجليزية: John Alexander)‏ هو مهندس أمريكي، ولد في 22 مايو 1954 في إلميرا في الولايات المتحدة.

## وصلات خارجية
- جون الكسندر على موقع Racing-Reference.info (الإنجليزية)